# The Ten Commandments (album)
The Ten Commandments è l'album d'esordio del gruppo musicale statunitense Malevolent Creation, pubblicato il 9 aprile 1991.
Come i lavori dei contemporanei Death, Deicide, Morbid Angel e Possessed, anche quest'album è considerato una pietra miliare del death metal, in quanto caratterizzato da un songwriting molto aggressivo - mostrato dai riff chitarristici affilatissimi e granitici di Phil Fasciana, nonché da un batterismo forsennato ad opera di Mark Simpson - ancora fortemente influenzato dal thrash metal. In questo LP e anche nel successivo Retribution, ma in misura minore, il cantato di Bret Hoffmann mostra uno scream sofferente e sentito, da cui si allontanerà nel tempo per adottare un forse più consono ma di certo meno espressivo growl.

## Tracce
1. Memorial Arrangements – 2:38
2. Premature Burial – 3:17
3. Remnants of Withered Decay – 3:55
4. Multiple Stab Wounds – 3:34
5. Impaled Existence – 3:25
6. Thou Shall Kill! – 4:31
7. Sacrificial Annihilation – 3:24
8. Decadence Within – 4:21
9. Injected Sufferage – 3:41
10. Malevolent Creation – 5:31

## Formazione
- Brett Hoffmann - voce
- Phil Fasciana - chitarra ritmica
- Jeff Juszkiewicz - chitarra solista
- Jason Blachowicz - basso elettrico
- Mark Simpson - batteria